# Antonio Catalán Díaz
Antonio Catalán Díaz (Corella, Navarra, 25 de junio de 1948) es un empresario español dedicado a la hostelería. Creó la cadenas hoteleras NH Hoteles que vendió y posteriormente AC Hotels-AC by Marriot.

## Biografía
Antonio Catalán es licenciado por la antigua Escuela de Comercio de la Universidad Pública de Navarra. Su carrera profesional se ha desarrollado en el sector de la hostelería. Su primera experiencia económica fue llevar la gestión de una gasolinera propiedad de su padre.
En 1978, con veintinueve años, abrió su primer hotel, el Ciudad de Pamplona, sobre el que constituyó la cadena hotelera nacional e internacional NH Hoteles.
En 1997, tras discrepancias con la administración del grupo, abandona NH vendiendo todas sus participaciones a los accionistas italianos, por un total de 12.000 millones de pesetas (setenta millones de Euros). Tras la venta, emprendió el nuevo proyecto hotelero AC Hotels; una cadena hotelera compuesta en su mayoría por hoteles de cuatro y cinco estrellas que son del 100% de la propiedad de empresa matriz AC.
En el año 2011 vendió un 50% de AC a Marriott por ochenta millones de euros. AC by Marriott cuenta con más de ciento cuarenta hoteles abiertos o en proyecto en todo el mundo.
Catalán Díaz es máster honoris causa por IEDE, Escuela de Negocios.
Antonio ha tenido seis hijosː Ignacio, Alicia, Carlota, Alejandra, Toñete y Carlos, -este último fallecido el 10 de noviembre de 2020, tras una larga enfermedad- fruto de tres matrimonios diferentes con Mónica Colominas, Candela Palazón y Cristina Heredero.